# Marcus Rosner
Marcus Rosner (Brits-Columbia, 10 augustus 1989) is een Canadese acteur.

## Biografie
Rosner werd geboren in Brits-Columbia, als zoon van Mark en Christine Rosner. Hij verhuisde als kind veel, maar groeide voornamelijk op in Sherwood Park, Alberta. Hij begon zijn carrière als acteur in Vancouver, British Columbia en heeft een tijd in Toronto, Ontario gewoond.